# Colin Gibbons
Colin Gibbons (11 de septiembre de 1965) es un deportista australiano que compitió en judo. Ganó dos medallas en el Campeonato de Oceanía de Judo en los años 1994 y 1996.

## Palmarés internacional
| Campeonato de Oceanía | Campeonato de Oceanía      | Campeonato de Oceanía | Campeonato de Oceanía |
| Año                   | Lugar                      | Medalla               | Categoría             |
| --------------------- | -------------------------- | --------------------- | --------------------- |
| 1994                  | Sídney (Australia)         | Medalla de bronce     | –60 kg                |
| 1996                  | Wellington (Nueva Zelanda) | Medalla de plata      | –60 kg                |